# Edward Higgins White
Edward Higgins White II (14. november 1930 i San Antonio, Texas – 27. januar 1967), var en amerikansk testpilot og astronaut.
Edward White gjorde historie da han som første amerikaner gennemførte en rumvandring fra rumskibet Gemini 4.
White døde i en katastrofal brand om bord på rumfartøjet Apollo 1, under en test på jorden. Branden dræbte alle tre astronauter om bord.

## Hædersbevisninger efter sin død
White blev tildelt the Congressional Space Medal of Honor 30 år efter sin død.
Sent i 1967 blev White æret med et amerikansk frimærke, selv om hans navn ikke blev nævnt. Frimærket viste hans rumvandring.
Den 27. januar 2004 besluttede NASA sig for at minde mandskabet på Apollo 1, ved at navngive tre marsbjerge nord for "Columbia Memorial Station" Apollo 1 Hills. De tre astronauter fik hver opkaldt et bjerg efter sig: Grissom Hill, Chaffee Hill og White Hill. Den Internationale Astronomiske Union har endnu ikke officielt bekræftet navnene på disse bjerge.
- Den 3. juni, 1965; Edward White udenfor Gemini 4 fotograferet af James McDivitt.
- Astronaut Edward White kort før Gemini 4-opsendelsen.
- Astronaut Edward White under den første amerikanske rumvandring, udført på Gemini 4-missionen.